# Victorino Martín Andrés
Victorino Martín Andrés (Galapagar; 6 de març de 1929-Moraleja; 3 d'octubre de 2017) va ser un ramader espanyol de toros de lídia, nascut a l'antic estanc de Galapagar, propietari del ferro que porta el seu nom i que té un origen zootècnic en els caps de bestiar procedents dels ferros del marquesat d'Albaserrada i Antonio Escudero Calvo.

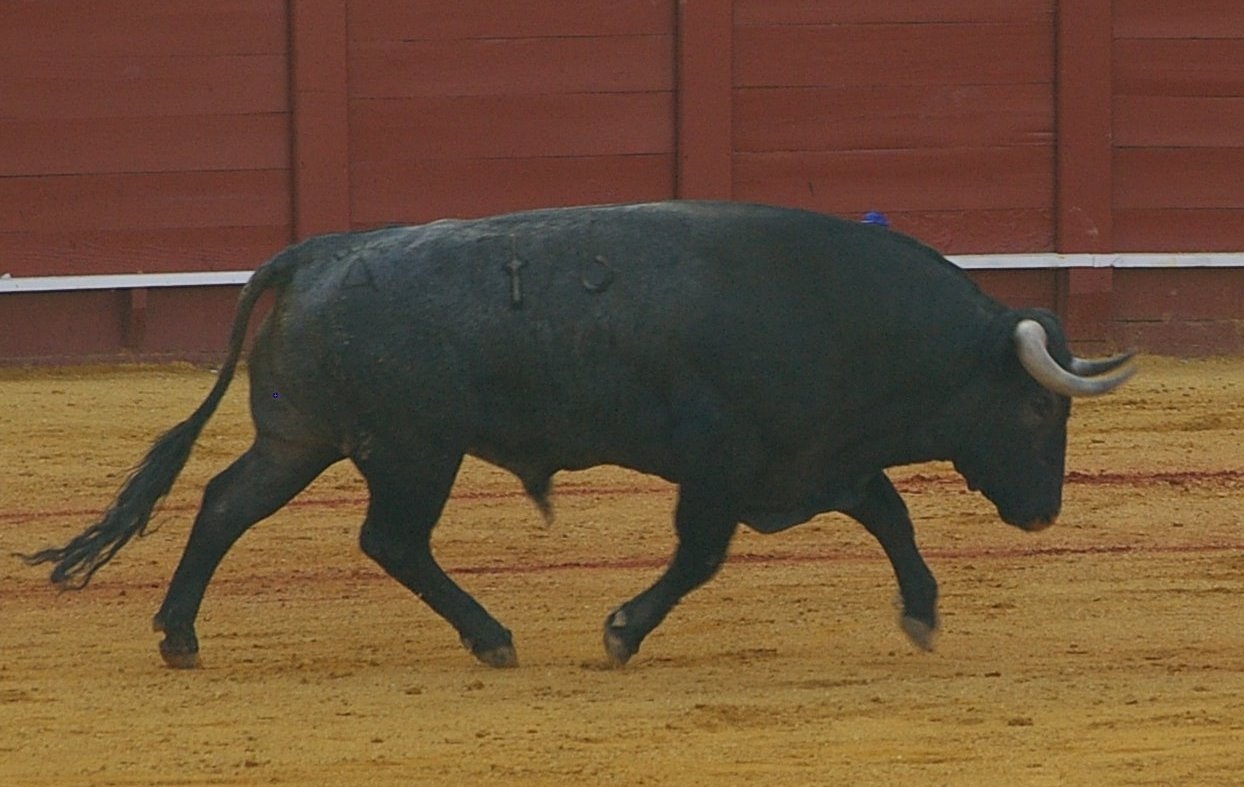
Toro de Victorino a La Maestranza de Sevilla, 2009.

Aquesta ramaderia, creada l'any 1919, és al costat de les del duc de Veragua i Miura una de les més notables de la història del toro de lídia a Espanya.

## Biografia
Fins a mitjan anys 1960, Victorino Martín va ser un ramader a qui no es tenia en consideració i els caps de bestiar del qual molts toreros es negaven a matar per la seva feresa, a vegades acompanyada de mansuetud. L'indult del toro 'Belador' el va fer saltar fins al més alt i començar a cotitzar-se com un autèntic figura dins del panorama pecuari taurí. Així doncs, és una de les ramaderies predilectes dins dels cicles toristes de les fires.
Va morir el 3 d'octubre de 2017, als 88 anys, en la seva finca, en el terme municipal de Moraleja, Càceres, degut a un Accident vascular cerebral.
El seu fill, Victorino Martín García, veterinari de professió, és l'encarregat actualment de dirigir la ramaderia, controlant a més les seves uns altres dos ferros, creats recentment: 'Monteviejo' —anomenat igual que una de les seves finques—, que el seu encaste és de procedència Vega-Villar, i Ramaderia d'Urcola —de procedència Urcola, després de la compra d'una quarta part de la ramaderia de Francisco Galache Cobaleda, ramaderia de Villavieja de Yeltes, a Salamanca.

## Distincions honorífiques
Va rebre en 2011 la Gran Creu de l'Orde del Dos de Maig. En 2012 li va ser lliurat el Premi de Cultura de la Comunitat de Madrid en la categoria de Tauromàquia. Després de la seva defunció li va ser dedicat una rajola a la plaça de toros de Las Ventas «pel seu infatigable i exemplar labor com a criador de caps de bestiar braus i per ser defensor d'una tauromàquia íntegra».